# Blossia tricolor
Blossia tricolor är en spindeldjursart som beskrevs av Hewitt 1914. Blossia tricolor ingår i släktet Blossia och familjen Daesiidae. Inga underarter finns listade.